# Aradomorpha
Aradomorpha is een geslacht van wantsen uit de familie van de Reduviidae (Roofwantsen). Het geslacht werd voor het eerst wetenschappelijk beschreven door George Charles Champion in 1899.

## Soorten
Het genus bevat de volgende soorten:

- Aradomorpha championi Lent & Wygodzinsky, 1945
- Aradomorpha chinai Lima, 1940
- Aradomorpha crassipes Champion, 1899